# Las Fuentes (Tenerife)
El caserío de Las Fuentes en Tenerife (Canarias, España) es un paisaje natural en proceso de ser declarado Bien de Interés Cultural. Está situado en el suroeste de la isla y pertenece al municipio de Guía de Isora. El caserío, destaca por representar a la perfección uno de los mejores ejemplos de la cultura y paisaje agrícola tradicional del sur de la isla.

## Localización
Las Fuentes es un conjunto etnográfico de interés patrimonial localizado en las medianías altas del municipio de Guía de Isora. Cuenta con una altitud aproximada de 1.000 metros sobre el nivel del mar y se extiende entre los barrancos de Guaria y Cuéscaro, al noreste de la Montaña de Tejina.
Este caserío está formado por cuatro núcleos: Los Toscales, Huertas Nuevas, Lomo Viejo y Pedrón.

## Población
El caserío de Las Fuentes quedó deshabitado en 1973, quedando tan solo para su uso en periodos festivos o para la explotación agrícola eventual. No obstante y dada la carencia de documentos escritos, la tradición oral sitúa su población media entre los 150-200 habitantes en torno al año 1930.

## Agricultura
El sistema de cultivo sobre jable es parte fundamental del desarrollo histórico de éste caserío donde se daba una agricultura de secano. Este sistema propició el cultivo de papas, cereales como el trigo o la cebada y otros productos. A tanta altitud, el cultivo sobre jable resultaba eficaz gracias al colchón térmico que generaba, protegiendo al suelo del invierno.

## Geología
El núcleo de Las Fuentes está compuesto por un apilamiento de coladas basálticas y traquibasálticas.

## Vegetación
El caserío está potencialmente poblado de pinar, con numerosos ejemplares repartidos por la zona. También encontramos matorrales y arbustos entre los que se incluyen escobones(Cytisus proliferus), jaras(Cistus monspeliensis) y tabaibas(Euphorbia lamarckii) además de otras especies propias de estos ámbitos.

## Arquitectura
Se edificaba en las zonas que no se destinaban a la agricultura, como espigones o zonas rocosas. Construían pequeñas casas de una sola planta, con muros gruesos sin revestir y con cubiertas de teja curva a dos o cuatro aguas. 
Con respecto a la agricultura, se construyeron hornos de teja y pan además de eras y estanques. También existen numerosas cuevas artificiales creadas por sus habitantes. Las utilizaban como dependencias auxiliares y en muchas ocasiones como viviendas ocasionales, sobre todo en verano. 